# 333 Premium Export Beer
333 Premium Export Beer — рисове пиво, зварене у В'єтнамі. Зараз його виготовляє пивоварня Sabeco. 33 Beer була оригінальною назвою цього в'єтнамського пива (вимовляється в'єтнамською «Ba Muoi Ba», що означає «тридцять три»). Воно було добре відоме серед американських військових під час війни у В'єтнамі в 1960-х і 1970-х роках.

## Історія
Пиво 33 виникло у Франції за німецьким рецептом та інгредієнтами. Пиво 33 досі існує у Франції і її колишніх колоніях. Пізніше виробництво було скопійоване в колонії — Сайгоні (нині Хошимін), і воно стало одним з провідних сортів пива у В'єтнамі. Сорт був популярний серед американських військових під час війни у В'єтнамі. 333 Premium Export Beer стало доступним на американському ринку в 1994 році. Воно також доступне у Канаді, Гонконгу, Японії, Сінгапурі та Австралії.
У 1975 році, коли Південний В'єтнам відійшов до Північного В'єтнаму, комуністичний уряд змінив назву пива на «333 Premium Export Beer», щоб дистанціюватися від його колоніального походження. Його готують як рисове пиво.

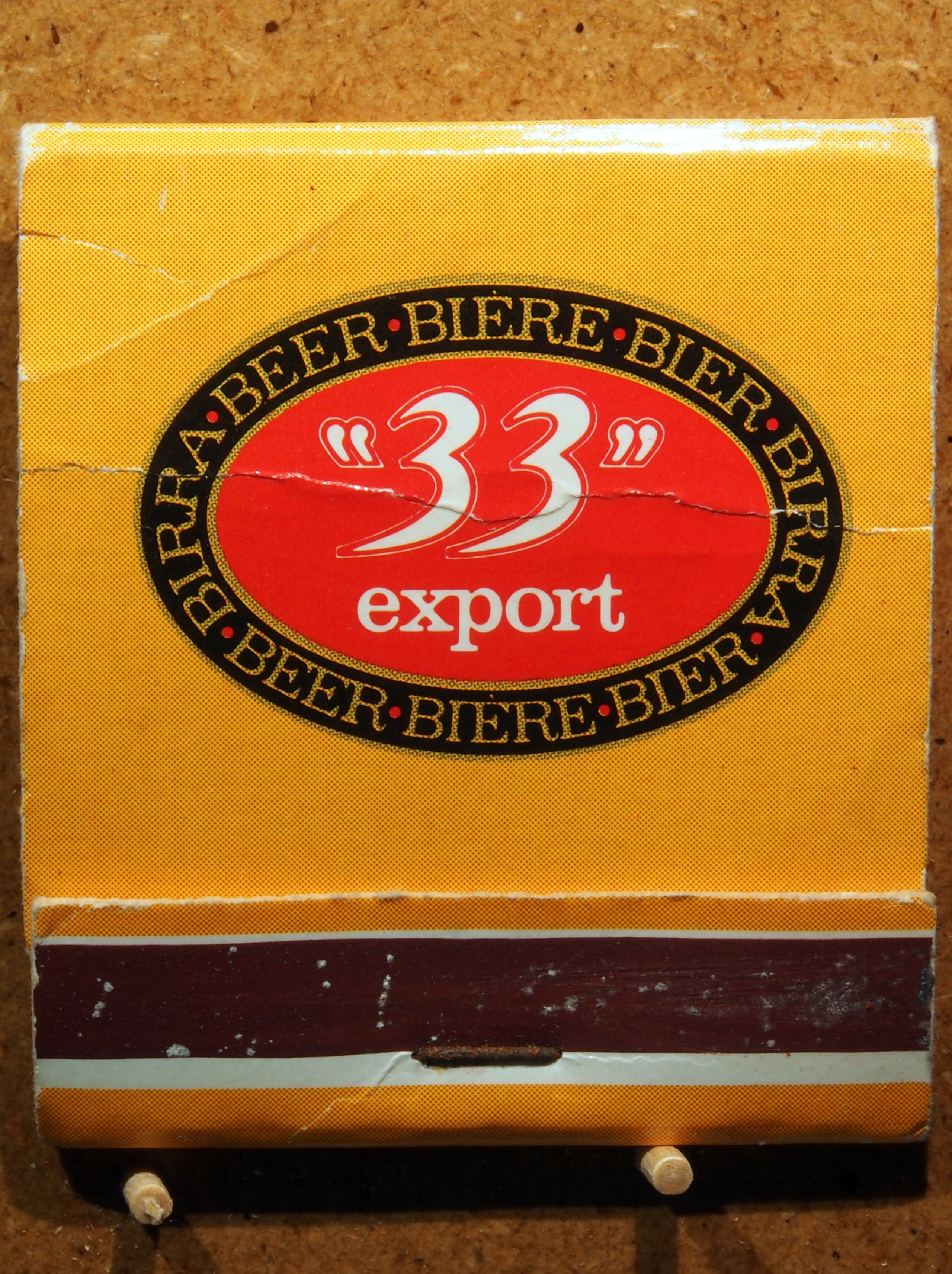
Сірниковий коробок з рекламою 33 Beer з Європейського музею пива

Назва пива походить від оригінальних 33-сантилітрових (11,2 унцій) пляшок початку 1900-х років.